# Rašeliniště U jezera - Cínovecké rašeliniště
Rašeliniště U jezera - Cínovecké rašeliniště este o arie protejată (arie specială de conservare — SAC, sit de importanță comunitară — SCI) din Republica Cehă întinsă pe o suprafață de 60,14 ha, integral pe uscat.

## Localizare
Centrul sitului Rašeliniště U jezera - Cínovecké rašeliniště este situat la coordonatele 50°42′46″N 13°44′30″E / 50.712778°N 13.741667°E.

## Înființare
Situl Rašeliniště U jezera - Cínovecké rašeliniště a fost declarat sit de importanță comunitară în noiembrie 2009 pentru a proteja un număr necunoscut de specii din flora spontană și fauna sălbatică aflate în arealul zonei. Situl a fost protejat și ca arie specială de conservare în iulie 2012.

## Biodiversitate
Situată în ecoregiunea continentală, aria protejată conține 3 habitate naturale: Păduri acidofile de Picea de la nivel montan la nivel alpin (Vaccinio-Piceetea), Turbării active, Mlaștini împădurite.
La baza desemnării sitului se află un număr nedeclarat de specii protejate.